# Mistrzostwa Polski w Boksie 2008
79. Mistrzostwa Polski w Boksie 2008 (mężczyzn) odbyły się w dniach 24-27 kwietnia 2008 w Dąbrowie Górniczej.

## Medaliści
| Kategoria:                       | Złoto:                               | Srebro:                              | Brąz:                                                                     |
| waga papierowa (do 48 kg)        | Łukasz Maszczyk (Gwardia Warszawa)   | Piotr Gudel (Cristal Białystok)      | Tomasz Duda (Hubal Chlewiska)                                             |
| waga musza (do 51 kg)            | Rafał Kaczor (PKB Poznań)            | Mariusz Burzyński (SSS Box Strzegom) | Piotr Duda (Hubal Chlewiska)                                              |
| waga kogucia (do 54 kg)          | Mateusz Mazik (RMKS Rybnik)          | Krzysztof Rogowski (PKB Poznań)      | Haik Grigorian (Kontra Elbląg) Sebastian Wołkowski (Tygrys Elbląg)        |
| waga piórkowa (do 57 kg)         | Michał Chudecki (PKB Poznań)         | Patryk Cichocki (RMKS Rybnik)        | Łukasz Łojek (Tygrys Elbląg) Maciej Mierzyński (Cristal Białystok)        |
| waga lekka (do 60 kg)            | Damian Wrzesiński (PKB Poznań)       | Michał Syrowatka (Mazur Ełk)         | Tomasz Mazur (Czarni Słupsk) Michał Żeromiński (Gwardia Warszawa)         |
| waga lekkopółśrednia (do 64 kg)  | Marcin Łęgowski (Hetman Białystok)   | Mariusz Koperski (PKB Poznań)        | Krzysztof Ciereszko (Tygrys Elbląg) Damian Jurewicz (Zatoka Braniewo)     |
| waga półśrednia (do 69 kg)       | Michał Starbała (Gwardia Warszawa)   | Krzysztof Chudecki (PKB Poznań)      | Maciej Sulęcki (Gwardia Warszawa) Kamil Szeremeta (Hetman Białystok)      |
| waga średnia (do 75 kg)          | Mirosław Nowosada (Hetman Białystok) | Norbert Dąbrowski (Gwardia Warszawa) | Maciej Adamiak (PKB Poznań) Robert Świerzbiński (Hetman Białystok)        |
| waga półciężka (do 81 kg)        | Paweł Głażewski (Hetman Białystok)   | Damian Kośmider (Tygrys Elbląg)      | Rafał Okoński (Zawisza Bydgoszcz) Dariusz Sęk (Pałac Młodzieży Tarnów)    |
| waga ciężka (do 91 kg)           | Artur Szpilka (Górnik Wieliczka)     | Mariusz Welc (PKB Poznań)            | Michał Gerlecki (PKB Poznań) Michał Jabłoński (Wisłok Rzeszów)            |
| waga superciężka (powyżej 91 kg) | Marcin Rekowski (PKB Poznań)         | Mateusz Malujda (Gwardia Wrocław)    | Krzysztof Głowacki (TBT Mińsk Maz.) Michał Towarnicki (Skorpion Szczecin) |